# Terremoto de Iquique de 1933
El terremoto de Iquique de 1933 fue un sismo que se produjo el 23 de febrero de 1933 en la actual región de Tarapacá, en el norte de Chile. Tuvo una magnitud de 7,6 Mw y su epicentro se ubicó en la costa chilena, entre las ciudades de Pisagua e Iquique.

## Descripción
Según datos del Centro Sismológico Nacional de Chile, el sismo se produjo a las 04:09 horas (hora local), aunque la prensa de la época indicó que el terremoto tuvo lugar a las 04:15 horas (hora local).
El sismo se sintió fuertemente en ciudades del extremo norte de Chile, como Arica, Iquique, Huara y Pozo Almonte, pero no se registraron desgracias personales, sólo derrumbamientos de murallas de material sólido, como constataron los reporteros en terreno del diario El Mercurio.